# Distrito de Pécs
El distrito de Pécs es un distrito húngaro perteneciente al condado de Baranya.

## Localidades
El distrito está conformado por 2 ciudades y 38 pueblos.
Ciudades
- Kozármisleny
- Pécs

Pueblos
- Abaliget
- Aranyosgadány
- Áta
- Bakonya
- Berkesd
- Birján
- Bogád
- Bosta
- Cserkút
- Egerág
- Ellend
- Gyód
- Görcsöny
- Hosszúhetény
- Husztót
- Keszü
- Kisherend
- Kovácsszénája
- Kökény
- Kővágószőlős
- Kővágótöttös
- Lothárd
- Magyarsarlós
- Nagykozár
- Orfű
- Ócsárd
- Pécsudvard
- Pellérd
- Pereked
- Pogány
- Regenye
- Romonya
- Szalánta
- Szemely
- Szilágy
- Szilvás
- Szőke
- Szőkéd